# 노르베리시

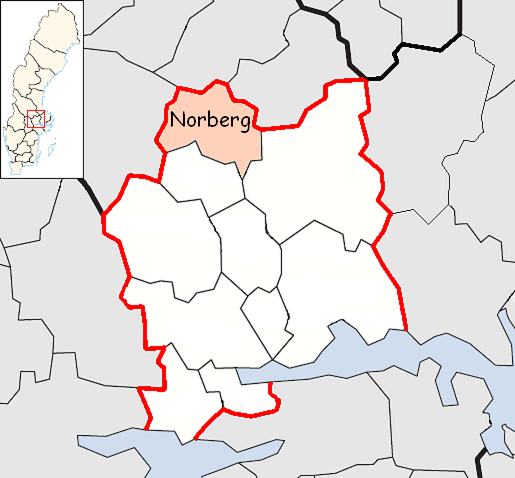
노르베리 시의 위치

노르베리시(스웨덴어: Norbergs kommun)는 스웨덴 베스트만란드주에 위치한 지방 자치체로 행정 중심지는 노르베리이며 면적은 447.67km2, 인구는 5,795명(2016년 12월 31일 기준), 인구 밀도는 13명/km2이다.

시 문장